# Jung Jin-young (cantante)
Jung Jin-young (hangul:정진영; Chungju, 18 de noviembre de 1991), conocido profesionalmente como Jinyoung, es un cantante, compositor, productor y actor surcoreano, conocido por ser exmiembro del grupo masculino surcoreano B1A4.

## Biografía
El 20 de junio de 2019 inició su servicio militar obligatorio, el cual finalizó el 9 de abril de 2021.

## Carrera
En abril de 2021 se confirmó que se había unido a la agencia BB Entertainment. Previamente formó parte de la agencia Link8 Entertainment.

### B1A4
Fue descubierto en Cyworld a través de una foto publicada en el sitio web. Entrenó por aproximadamente dos años canto, composición y actuación antes de unirse a B1A4.
El grupo debutó el 23 de abril de 2011 en Show! Music Core de MBC.
El 30 de junio de 2018, WM Entertainment confirmó que Jinyoung y Baro habían dejado la agencia al finalizar sus contratos. Sus actividades grupales quedaron en discusión.

### Carrera solista
Ganó atención principalmente por sus habilidades de composición en B1A4 con el sencillo, “Baby I’m Sorry" (2012), donde fue elogiado por músicos profesionales.
En 2013, debutó como actor en el drama de tvN She is Wow.
En 2014, realizó la película Miss Granny, de la que también escribió la canción final.
En 2015, fue el protagonista del drama musical Persevere, Goo Hae ra de Mnet , donde recibió elogios por su actuación. El mismo año, actuó en la comedia romántica de las hermanas Hong Cálido y acogedor.
En 2016, tomó parte en la producción de las canciones "In the Same Place" y "When Cherry Blossoms Fade" del programa de supervivencia Produce 101 de Mnet. Esta fue la primera vez que compuso canciones para un grupo de chicas, y recibió elogios por su versatilidad y capacidad como compositor. Fue nombrado el "N.º 1 como compositor solista" de 2016.
El mismo año, actuó en el drama histórico Amor a la luz de la Luna. El drama fue un éxito y le llevó a un mayor reconocimiento como actor. Jinyoung se reunió con su coestrella Chae Soo-bin un año más tarde en el drama especial If We Were a Season  (2017).
El 9 de enero del 2019 se unió al elenco principal de la película The Person Inside Me donde dio vida a Kim Dong-hyun, un estudiante de secundaria introvertido y acosado.
El 18 de abril del mismo año se unió al elenco principal del drama romántico Because It’s My First Love (conocido también como My First First Love), donde interpretó a Seo Do-hyun, un joven que se enamora de Han Song-yi (Jung Chae-yeon), hasta el final de la serie el 26 de julio del mismo año. El mismo año, participó en el webdrama Wind-Bell.
El 9 de agosto de 2021 se unió al elenco principal de la serie Police University (conocida también como "Police Academy") donde dio vida a Kang Sun-ho, un joven criminal que es atrapado por piratería informática y que termina convirtiéndose en un estudiante de primer año en la academia de policía.

## Filmografía

### Series de televisión
| Año     | Título                     | Personaje                    | Red                | Notas              | Ref.                 |
| ------- | -------------------------- | ---------------------------- | ------------------ | ------------------ | -------------------- |
| 2012    | The Thousandth Man         | cameo                        | MBC                |                    | [ 30 ]               |
| 2013    | She Is Wow                 | Gong Min-gyu                 | tvN                |                    |                      |
| 2015    | Persevere, Goo Hae-ra      | Kang Se-chan / Ray Kim       | Mnet               |                    |                      |
| 2015    | Warm and Cozy              | Jung Poong-san               | MBC                |                    |                      |
| 2015    | Love Detective Sherlock K  | Geum Kang-san                | KBS1/Naver TV Cast | Serie web          | [ 31 ]               |
| 2016    | Love in the Moonlight      | Kim Yoon-sung                | KBS2               |                    |                      |
| 2017    | If We Were a Season        | Oh Dong-kyeong               | KBS2               |                    |                      |
| 2018    | Wind-Bell                  | Daniel                       | Viki               |                    |                      |
| 2019    | Because It’s My First Love | Seo Do Hyun                  | Netflix            | 16 episodios       |                      |
| 2021    | Police University          | Kang Sun-ho                  | KBS2               | 16 episodios       | [ 32 ] [ 33 ] [ 34 ] |
| 2023    | Mi perfecto desconocido    | hijo de Hae-jun y Yoon-young | KBS2               | Aparición especial | [ 35 ]               |
| 2024-25 | Who Is She                 | Daniel Han                   | KBS2               | 12 episodios       | [ 36 ] [ 37 ] [ 38 ] |

### Películas
| Año  | Título              | Personaje     | Ref.          |
| ---- | ------------------- | ------------- | ------------- |
| 2014 | Miss Granny         | Ban Ji-ha     |               |
| 2019 | The Dude In Me      | Kim Dong-hyun | [ 39 ]        |
| 2024 | La niña de mis ojos | Koo Jin-woo   | [ 40 ] [ 41 ] |

### Espectáculos de variedades
| Año  | Red     | Título                           | Notas               |
| ---- | ------- | -------------------------------- | ------------------- |
| 2016 | Mnet    | God of Music 2                   | Miembro de reparto  |
| 2017 | KBS joy | Idol Drama Operation Team        | Productor de música |
| 2019 | Netflix | Busted! Season 2                 | (ep. 4) - invitado  |
| 2022 |         | Young Actors' Retreat (Youth MT) | miembro             |

### Revistas / sesiones fotográficas
| Año  | Título                | Notas  |
| ---- | --------------------- | ------ |
| 2021 | @star1 Magazine       | [ 44 ] |
| 2021 | Cosmopolitan Magazine | [ 45 ] |
| 2021 | 1st Look Magazine     |        |

## Discografía

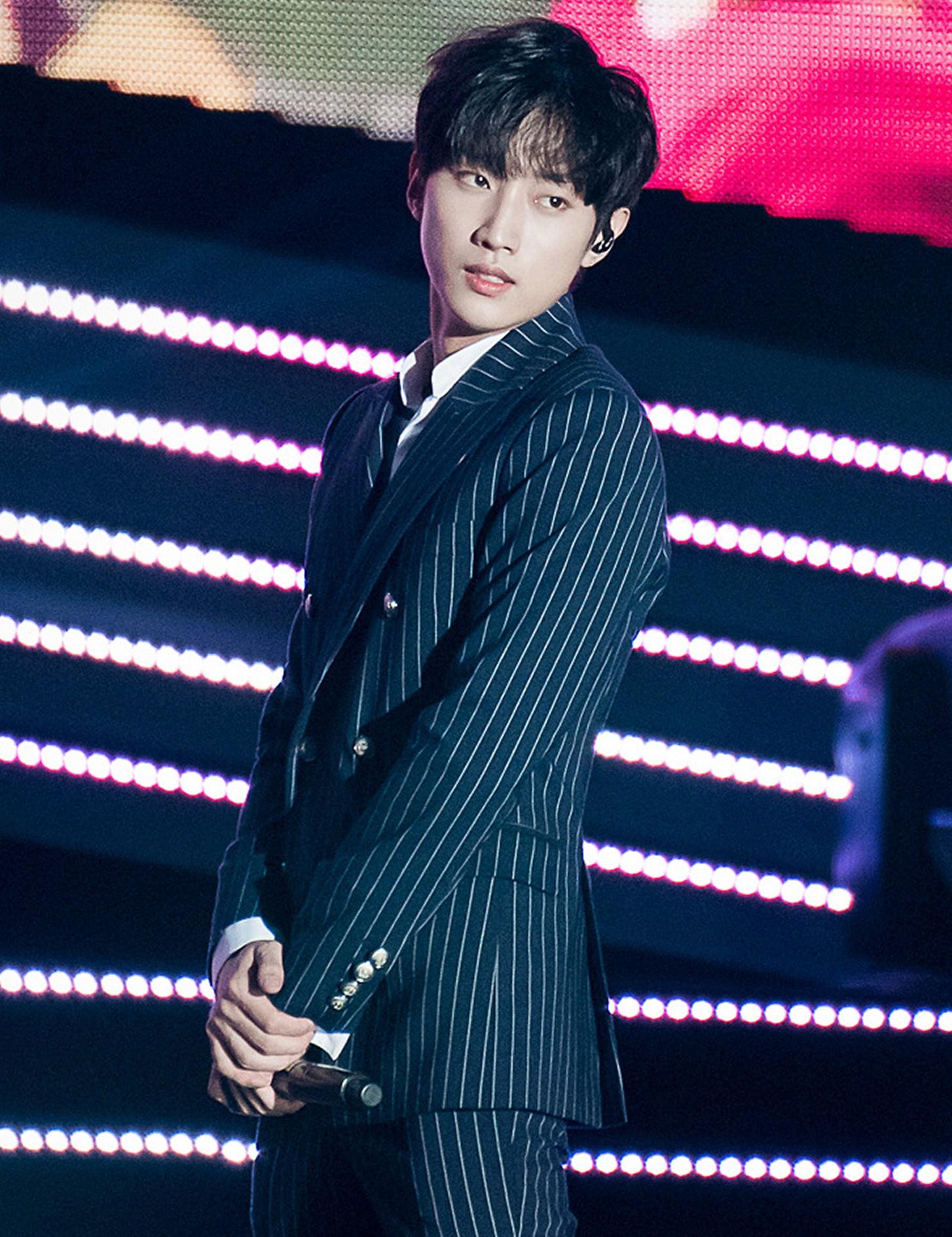
Jinyoung durante el concierto WFMF en septiembre de 2016.

### OST
| Año  | Canción                      | Álbum                                  | Notas  |
| ---- | ---------------------------- | -------------------------------------- | ------ |
| 2021 | You Said You Don't Know Love | OST para "A Morning Kiss at Tiffany's" | [ 46 ] |

### Como compositor / productor
| Año  | Canción                                                     | Duración | Álbum                    |
| ---- | ----------------------------------------------------------- | -------- | ------------------------ |
| 2011 | "Bling Girl"                                                | 3:36     | Let's Fly                |
| 2011 | "Wonderful Tonight"                                         | 3:31     | It B1A4                  |
| 2012 | "Baby I'm Sorry"                                            | 3:32     | Ignition                 |
| 2012 | "Feeling"                                                   | 3:31     | Ignition                 |
| 2012 | "Wonderful Tonight (Unplugged Remix)"                       | 3:51     | Ignition                 |
| 2012 | "Baby Good Night (잘자요 굿나잇)"                           | 3:20     | Ignition: Special Ed.    |
| 2012 | "너때문에 (Because of You)"                                 | 3:52     | Ignition: Special Ed.    |
| 2012 | "Beautiful Lie"                                             | 3:34     | 1                        |
| 2012 | "Intro - In The Wind"                                       | 1:00     | In The Wind              |
| 2012 | "Tried To Walk (걸어 본다)"                                 | 3:36     | In The Wind              |
| 2012 | "뭐 할래요 (What Do You Want To Do)"                        | 3:31     | In The Wind              |
| 2013 | "What's Happening? (이게무슨일이야)"                        | 3:20     | What's Going On          |
| 2013 | "Good Love"                                                 | 3:56     | What's Going On          |
| 2014 | "Intro - Prologue"                                          | 1:06     | Who Am I                 |
| 2014 | "Lonely (없구나)"                                           | 4:05     | Who Am I                 |
| 2014 | "사랑 그땐 [Feat.하림] (Love Then [Feat. Harim])"           | 3:39     | Who Am I                 |
| 2014 | "Baby"                                                      | 3:55     | Who Am I                 |
| 2014 | "예뻐 (Pretty)"                                             | 3:18     | Who Am I                 |
| 2014 | "Who Am I"                                                  | 3:14     | Who Am I                 |
| 2014 | "Solo Day"                                                  | 3:19     | Solo Day                 |
| 2014 | "내가 뭐가 돼 (You Make Me a Fool)"                         | 3:29     | Solo Day                 |
| 2014 | "잘 돼가 (It's Going Well)"                                 | 3:35     | Solo Day                 |
| 2014 | "물 한잔 (A Glass Of Water)"                                | 3:23     | Solo Day                 |
| 2014 | "You (feat. Sunmi)"                                         | 3:52     | Solo Day                 |
| 2014 | "Tell Me Why"                                               | 3:38     | Solo Day -Japanese ver.- |
| 2015 | "Sweet Girl"                                                | 3:19     | Sweet Girl               |
| 2015 | "You Are a Girl I'm a Boy"                                  | 3:34     | Sweet Girl               |
| 2015 | "After 10 Years (10년 후)"                                  | 3:28     | Sweet Girl               |
| 2015 | "Wait"                                                      | 4:23     | Sweet Girl               |
| 2016 | "モッポンゴヤ 〜見なかったことに… (I Didn't See It)"        | 3:54     | 3                        |
| 2016 | "白いキセキ (White Miracle)"                                | 4:05     | 3                        |
| 2016 | "HAPPY DAYS"                                                | 3:50     | 3                        |
| 2016 | "Intro - Time"                                              | 1:02     | Good Timing              |
| 2016 | "A Lie (거짓말이야)"                                        | 3:28     | Good Timing              |
| 2016 | "너에게 한 번 더 반하는 순간 (Moment I Fall For You Again)" | 3:54     | Good Timing              |
| 2016 | "Good Timing"                                               | 3:32     | Good Timing              |
| 2016 | "꿍에 (In Dreams)"                                          | 3:39     | Good Timing              |
| 2016 | "멜랑꼴리 (Melancholy)"                                     | 3:07     | Good Timing              |
| 2016 | "내가 널 첮을게 (I'll Find You)"                            | 3:37     | Good Timing              |
| 2016 | "Drunk On You"                                              | 3:05     | Good Timing              |
| 2016 | "함께 (Together)"                                           | 3:27     | Good Timing              |
| 2016 | "눈이 오면 (When It Snows)"                                 | 3:26     | Good Timing              |
| 2017 | "好きだからしょうがない"                                    | 3:24     | 4                        |
| 2017 | "Follow Me"                                                 | 2:56     | 4                        |
| 2017 | "You and I"                                                 | 3:36     | 4                        |
| 2017 | "light on"                                                  | 3:47     | 4                        |
| 2017 | "二人で"                                                    | 3:29     | 4                        |
| 2017 | "Rollin'"                                                   | 3:06     | Rollin'                  |
| 2017 | "너는 내가 필요해 (You Need Me)"                            | 3:40     | Rollin'                  |
| 2017 | "Love Emotion"                                              | 3:14     | Rollin'                  |
| 2017 | "Smile Mask"                                                | 3:56     | Rollin'                  |
| 2018 | "Do You Remember"                                           | 3:32     | Do You Remember          |
| 2018 | "会えるまで (Until We Meet)"                                | 3:30     | Aeru Made                |
| 2018 | "Lost"                                                      | 3:23     | Aeru Made                |
| 2018 | "I NEED YOU"                                                | 3:38     | 5                        |
| 2018 | "Who are you (feat. MACO)"                                  | 3:18     | 5                        |
|      |                                                             |          |                          |

#### Otros
| Año  | Canción                                   | Artista                 | Duración | Álbum                             |
| ---- | ----------------------------------------- | ----------------------- | -------- | --------------------------------- |
| 2016 | "같은 곳에서 (In the Same Place)"         | 소녀온탑 (Girls on Top) | 3:05     | Produce 101 - 35 Girls 5 Concepts |
| 2016 | "한 발짝 두 발짝 (One Step, Two Steps)"   | Oh My Girl              | 3:43     | Pink Ocean                        |
| 2016 | "벚꽃이 지면 (When Cherry Blossoms Fade)" | I.O.I                   | 3:23     | Chrysalis                         |
| 2016 | "Misty Road"                              | Ben                     | 3:49     | Love in the Moonlight OST         |
| 2016 | "잠깐만 (Hold On)"                        | I.O.I                   | 3:10     | Miss Me?                          |
| 2017 | "'Deep Blue Eyes'"                        | Girls Next Door         | 3:28     | Idol Drama Operation Team         |
| 2021 | I Like You, No I Love You                 | Jung Jin-young          |          | OST Part.4 de Yeonnom             |

## Premios y nominaciones
| Año  | Premio                                       | Categoría                                | Nominación            | Result    | Ref.   |
| ---- | -------------------------------------------- | ---------------------------------------- | --------------------- | --------- | ------ |
| 2014 | 16th Seoul International Youth Film Festival | mejor actor masculino                    | Miss Granny           | Nom       |        |
| 2015 | 10th Max Movie Awards                        | mejor actor de reparto                   | Miss Granny           | Nom       |        |
| 2016 | 30th KBS Drama Awards                        | mejor actor nuevo                        | Love in the Moonlight | Ganador   | [ 51 ] |
| 2016 | 30th KBS Drama Awards                        | premio del público, actor                | Love in the Moonlight | Nom       |        |
| 2017 | 53rd Baeksang Arts Awards                    | mejor actor nuevo televisión             | Love in the Moonlight | Nom       | [ 52 ] |
| 2017 | 10th Korea Drama Awards                      | mejor actor nuevo                        | Love in the Moonlight | Nom       | [ 53 ] |
| 2021 | KBS Drama Awards                             | Excellence Award, Actor in a Miniseries  | Police University     | Nom       | [ 54 ] |
| 2021 | KBS Drama Awards                             | Best Couple Award (junto a Cha Tae-hyun) | Police University     | Ganadores |        |
| 2021 | KBS Drama Awards                             | Popularity Award, Actor                  | Police University     | Ganador   |        |